# Hochiss
Le Hochiss est un sommet des Alpes, à 2 299 m d'altitude, point culminant des Alpes de Brandenberg, et en particulier du chaînon de Rofan, en Autriche (land du Tyrol).